# Clubiona hyrcanica
Clubiona hyrcanica là một loài nhện trong họ Clubionidae.
Loài này thuộc chi Clubiona. Clubiona hyrcanica được miêu tả năm 1990 bởi Mikhailov.